# Ženavlje
Ženavlje ( prekomurski: Ženavle, mađarski: Gyanafa, njemački Schönabla), naselje u slovenskoj Općini Gornjim Petrovcima. Ženavlje se nalazi u pokrajini Prekomurju i statističkoj regiji Pomurju. 

## Stanovništvo
Prema popisu stanovništva iz 2002. godine naselje je imalo 99 stanovnika.